# تولرد
تولرد (به سوئدی: Tollered) یک منطقهٔ مسکونی در سوئد است که در بخش لیروم واقع شده‌است. تولرد ۰٫۶۵ کیلومتر مربع مساحت و ۹۰۰ نفر جمعیت دارد.